# IC 1519
IC 1519 ist eine Elliptische Galaxie vom Hubble-Typ E/S0 im Sternbild Pegasus nördlich des Himmelsäquators. Sie ist schätzungsweise 402 Millionen Lichtjahre von der Milchstraße entfernt und hat einen Durchmesser von etwa 80.000 Lichtjahren. Gemeinsam mit IC 1518 bildet sie das (optische) Galaxienpaar KPG 599.
Das Objekt wurde am 6. Dezember 1893 vom französischen Astronomen Stéphane Javelle entdeckt.